# أبيض العين الحبشي
أبيض العين الحبشي (الاسم العلمي: Zosterops abyssinicus) هو طائر صغير من الجواثم ينتمي إلى جنس حزامي العين في عائلة أبيض العين. موطنها الأصلي شمال شرق أفريقيا وجنوب شبه الجزيرة العربية.
يبلغ طولها 10-12 سم. الأجزاء العليا خضراء. أغمق وأكثر رمادية في الأجناس الشمالية. هناك حلقة بيضاء ضيقة حول العين وخط أسود رفيع بين المنقار والعين. تختلف الأجزاء السفلية من اللون الأصفر الباهت إلى الأبيض المائل للرمادي حسب الجنس. للطائر العديد من الأصوات والنداءات.
يوجد في إفريقيا من شمال شرق السودان جنوباً عبر إريتريا وإثيوبيا وصوماليلاند وكينيا إلى شمال شرق تنزانيا. كما توجد في جزيرة سقطرى. ويوجد في شبه الجزيرة العربية في جنوب غرب المملكة العربية السعودية واليمن وجنوب عمان. يعيش في الغابات المفتوحة، والشعب، والوديان والحدائق. يوجد على ارتفاع يصل إلى 1800 متر فوق مستوى سطح البحر في إفريقيا و3100 متر في شبه الجزيرة العربية. عادة ما تتغذى بين الفروع في الأشجار ولكنها تنخفض أحيانًا إلى مستوى الأرض. يتغذى بشكل أساسي على الحشرات ورحيق الأزهار.

## قراءة إضافية
- هولوم، PAD ؛ بورتر ، RF ؛ Christensen، S. & Willis، Ian (1988) Birds of the Middle East and North Africa ، T & AD Poyser، Calton، England.
- Sinclair، I. & Ryan، P. (2003) Birds of Africa South of the Sahara ، Struik، Cape Town.
- زيمرمان، د. Turner، DA & Pearson، DJ (1999) Birds of Kenya & Northern Tanzania ، Christopher Helm، London.